# Hero System
Das Hero System ist ein universelles Rollenspielsystem. Neben den Grundregeln gibt es Genre-Bücher, die Anpassungen an verschiedene Spielwelten liefern.
Das Hero System ist nicht im Buchhandel erhältlich, die hauptsächlichen Vertriebswege der zugehörigen Veröffentlichungen sind der Direktversand und der Download von Druckvorlagen in Form von Dateien im Portable Document Format (PDF).

## Geschichte
Ursprünglich ist das Hero System aus dem Superhelden-Rollenspiel Champions entstanden, das 1981 von George MacDonald und Steve Peterson in der ersten Auflage veröffentlicht wurde. Zuvor hatte MacDonald während seiner College-Zeit Ende der 1970er Jahre erste Entwürfe des Regelsystems entwickelt und dabei für den Mechanismus der Superkräfte auf Anregungen von Wayne Shaw zurückgegriffen. Während MacDonald die Regelentwürfe in der Praxis testete, arbeitete Peterson an den zu veröffentlichenden Texten für die erste Ausgabe von Champions. An ihrem Erscheinen waren auch Jim Landes, Ray Greer, Glenn Thain und Tom Tumey beteiligt.
Die vierte und letzte Auflage der Champions-Regeln erschien 1989. Während ihrer Entstehung entwickelten die Inhaber von Hero Games, MacDonald, Peterson und Ray Greer, in Zusammenarbeit mit Iron Crown Enterprises (ICE) aus den Champions-Regeln das universelle Hero System. Bereits seit 1987 hatten die Entwickler an einer Neuordnung gearbeitet, die die Regelsysteme vereinheitlichen und auf eigene Füße stellen sollte. Dazu engagierte ICE Rob Bell, um die Vereinheitlichung zu organisieren. Die erfolgreiche vierte Edition von 1989 hatte rund zehn Jahre Bestand und zahlreiche Ergänzungsbände wurden auf ihrer Grundlage veröffentlicht.
Von ICE trennte sich Hero Games 1995, um bald darauf eine Kooperation mit R. Talsorian Games einzugehen. In dieser Phase vergab man auch Lizenzen an andere Verlage, die Ergänzungen publizieren wollten, vor allem an Gold Rush Games. Auch die vereinfachte Regelsystemvariante Fuzion ging aus der Kooperation von Hero Games mit R. Talsorian Games hervor. Eine neue Regeledition plante Hero Games ab 1997. Dafür stellte man Steve S. Long ein, der bereits für das Hero System publiziert hatte und nun hauptberuflich als Rollenspieldesigner tätig werden wollte. Bis Mai 1999 war das Manuskript der fünften Edition fertiggestellt und mit Peterson beraten, doch zu diesem Zeitpunkt hatte sich Hero Games vom Kooperationspartner R. Talsorian Games gelöst, da dieser seit 1998 de facto nicht mehr aktiv war. Daher hatte Hero Games nicht die nötigen Mittel, um Angestellte zu bezahlen und eine Neuauflage vorzufinanzieren, und musste diese Pläne zunächst zurückstellen. Im Jahr 2000 kaufte der Verlag Cybergames Hero Games mitsamt den Rechten am Hero System und investierte in das Projekt, so dass erstmals festangestellte Mitarbeiter am Hero System arbeiteten. Doch finanzielle und logistische Probleme verhinderten weiterhin das Erscheinen der fünften Auflage.
Im Jahr 2001 erwarb die Kapitalgesellschaft DOJ Inc. die Marken Hero Games und Hero System mitsamt den bereits vorliegenden Materialien für die fünfte Auflage des Hero Systems und brachte diese im Frühjahr 2002 heraus. Gute Verkaufszahlen und Rezensionen führten zur Veröffentlichung von über zwei Dutzend Bänden binnen zwei Jahren. Anschließend erschien 2004 eine überarbeitete Version der fünften Edition. Der neue Produktmanager und Hauptentwickler ist seit 2001 Steven S. Long, Mitinhaber von DOJ Inc. und selbst Champions-Spieler seit 1982. Long war auch verantwortlich für die Entwicklung der sechsten Regeledition von 2007 bis zu ihrem Erscheinen im Herbst 2009. Gemeinsam mit dem Präsidenten von Hero Games, Darren Watts, ebenfalls Mitinhaber von DOJ Inc., ist Long, der seit 1997 zahlreiche Rollenspiele mitentwickelt hat, Hauptverantwortlicher für die Entwicklung des Hero Systems.

## Regelübersicht
Charaktere können Attribute, Fertigkeiten, Vorteile, Nachteile und Spezialkräfte bei der Charaktererschaffung mit Punkten erwerben und im Laufe des Spiels mit Hilfe gewonnener Erfahrungspunkte verbessern.
Während des Spiels werden meist drei sechsseitige Würfel, genannt W6 (englisch: d6), verwendet. Mit diesen muss ein Ergebnis unter einer Schwelle, die sich aus einem Charakterwert und einer Schwierigkeit zusammensetzt, erreicht werden.

## Publikationen

### 6. Edition
- Steven S. Long: Hero System Sixth Edition. Volume 1: Character Creation. 2009. ISBN 978-1-58366-120-8.
- Steven S. Long: Hero System Sixth Edition. Volume 2: Combat and Adventuring. 2009. ISBN 978-1-58366-121-5.

Die genrespezifischen Bände und die Regelergänzungsbände der 5. Edition sollen zum Grundregelwerk der 6. Edition leicht kompatibel sein, da sich die grundsätzlichen Regeländerungen in Grenzen halten. Zur 6. Regelausgabe sind zahlreiche Ergänzungen als PDF zum Download erschienen. Als gedruckte Bände veröffentlicht wurden:
- The Day After Ragnarok. 2009.
- Steven S. Long, Darren Watts: Champions Universe. 2010.
- Steven S. Long: Champions Powers. 2010.
- Steven S. Long: Fantasy Hero. 2010.

### 5. Edition
Für die fünfte Regelausgabe des Hero System erschienen bis Januar 2008 über 70 Bücher.
- Steven S. Long: Hero System Fifth Edition Revised. The Ultimate Gamer’s Toolkit. 2004. ISBN 1-58366-043-7 (die 5. Regeledition erschien erstmals 2001).

Wie das Hero-Regelwerk war auch die Ultimate-Reihe genreübergreifend verwendbar. In ihr wurden Diskussionen und Ergänzungen zu Spezialkonzepten veröffentlicht, darunter:
- The Ultimate Brick
- The Ultimate Energy Projector
- The Ultimate Martial Artist
- The Ultimate Mentalist
- The Ultimate Metamorph
- The Ultimate Mystic
- The Ultimate Skill
- The Ultimate Speedster
- The Ultimate Vehicle

Als genrespezifische Bücher erschienen unter anderem:
- Champions. 2002 (Superhelden).
- Star Hero. 2002 (Science-Fiction).
- Fantasy Hero. 2003 (Fantasy).
- Dark Champions. 2004 („Urban“, moderne Superhelden mit weniger Superkräften, vergleichbar mit Watchmen).
- Pulp Hero. 2005 (Pulp).
- Steven S. Long: Post-Apocalyptic Hero. 2007 (Postapokalypse).
- Michael Surbrook: Ninja Hero. 2002. ISBN 1-58366-008-9.

### Ältere Editionen
- Rob Bell, George MacDonald, Mark Williams: Hero System Rulesbook. Iron Crown Enterprises, 1990. ISBN 1558060944.

Bis 1989 erschienen die folgenden genrespezifischen Bücher, jeweils als abgeschlossene Rollenspielsysteme auf Basis des bis dahin noch nicht eigenständig veröffentlichten Hero Systems:
- George MacDonald, Steve Peterson: Champions. 1981 (1. Edition), 1982 (2. Edition), 1984 (3. Edition), 1989 (4. Edition, mit Rob Bell) (Superhelden).
- Espionage. 1983 (Geheimagenten).
- Justice Inc. 1984 (Pulp in den 1920er und 1930er Jahren).
- Danger International. 1985 (Überarbeitung des Geheimagenten-Settings).
- Fantasy Hero. 1985 (universelles Fantasysetting ohne Spielweltbeschreibung).
- Robot Warriors. 1986 (Mecha).
- Star Hero. 1989 (universelles Science-Fiction-Setting mit wenig exemplarischer Spielweltbeschreibung).